# امتحان الدولة الألماني
امتحان الدولة في ألمانيا ما يعرف ب (Staatexamen): هو امتحان مزوالة المهنة الحكومي الألماني لكل من الأطباء والمعلمين والصيادلة والأطباء النفسيين ورجال القانون (أي المحاميين والقضاة وأعضاء النيابة العامة وموثقين القانون المدني).
ويتم تنظيم الأمتحان عموما من قبل وكالات الفحص الحكومية التي هي تحت سلطة الوزارة المسؤولة. تُنشِأ هذة الوكالات لجان للفحص، التي تتكون من أعضاء من وكالة الفحص وأساتذة الجامعات أو ممثلين عن المهن.
الطلاب بالعادة يتقدمون لأول Staatexamen بعد انهاء المرحلة الدراسية من 4 إلى 6 سنوات، بعد ذلك المدرسيين يذهبون للعمل في وظائفهم المستقبلية في المرحلة العملية لمدة سنتين إلى ثلاث سنوات، ثم يُسمح لهم بتقديم ال Staatexamen الثاني، ومن بين الأمور الأخرى تُختبر مهاراتهم المهنية في وظائف كل منهم.
يتكون ال Staatexamen الخاص بالأطباء من ثلاث أجزاء أعتباراً من عام 2013. ويتم تقديم الجزء الأول بعد أول سنتين من الدراسة، في حين يأخذ الجزء الثاني بعد السنة الخامسة من الدراسة. الجزء الثالث يتبع في نهاية شهادة الطب.
كما يتكون ال Staatexamen الخاص بالصيادلة من ثلاث أجزاء أيضا، يُقدم الجزء الأول بعد أول سنتين دراسية والجزء الثاني يُقدم بعد أربع سنوات دراسية، والجزء الثالث يقدم بما يسمى Praktisches Jahr أي السنة العملية التي يجب أن تأخذ بعد التخرج.